# Vatulele
Vatulele (IPA: [ßa tu le le]) je ostrov vulkanického a korálového původu 30 km jižně od největšího fidžijského ostrova Viti Levu. Nachází se na 18,50° jižní šířky a 177,63° východní délky. Vatulele má rozlohu 31,6 km² a maximální výšku 34 m.
Ostrov je obydlený, jsou na něm čtyři vesnice včetně Taunovo a Bouwaqa. Z hospodářských aktivit je významné pěstování kokosu a taro.